# Rhodospatha steyermarkii
Rhodospatha steyermarkii — вид квіткових рослин із родини кліщинцевих (Araceae), роду Rhaphidophora. Це ліана, рідним ареалом якої є Венесуела (Сукре).